# 마산고운초등학교
마산고운초등학교는 대한민국 경상남도 창원시에 있는 공립 초등학교이다.

## 연혁
- 2021년 3월 1일 : 개교